# Xanthesma micheneri
Xanthesma micheneri är en biart som beskrevs av Exley 1978. Xanthesma micheneri ingår i släktet Xanthesma och familjen korttungebin. Inga underarter finns listade i Catalogue of Life.

## Bildgalleri

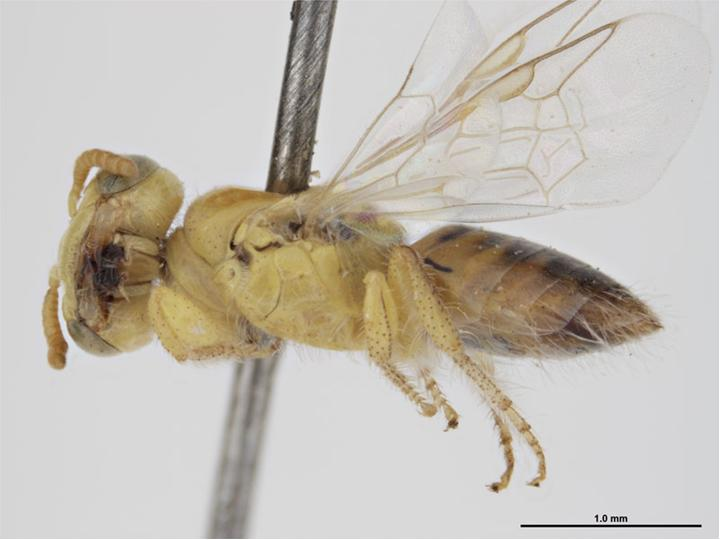